# 丹福斯 (密蘇里州)
丹福斯（英語：Danforth）是位於美國密蘇里州亞代爾縣的非建制地區。

## 歷史
丹福斯的郵局於1885年設立，其後於1906年停運。

## 地理
丹福斯所處的海拔為高於海平面244米（即801英呎），而該地所採用的時區為UTC-6，即北美中部時區（CST）。同時該地設有夏令時間，為UTC-6調快一小時，即UTC-5（CDT）。